# Vincent Aboubakar
Pour les articles homonymes, voir Aboubakar.
Vincent Aboubakar, né le 22 janvier 1992 à Garoua au Cameroun, est un footballeur international camerounais qui évolue au poste d'avant-centre.
Il remporte avec les « Lions indomptables » la Coupe d'Afrique des nations 2017, contre l'Égypte, en inscrivant le but de la victoire.

## Biographie

### En club

#### Premiers pas avec Cotonsport de  Garoua (2006-2010)
Sixième d'une fratrie de sept enfants, Vincent Aboubakar est repéré par le club de sa ville natale, le Cotonsport Garoua, à l'âge de 14 ans. Alors que sa famille le pousse à poursuivre ses études, qu'il suivait très sérieusement, Aboubakar rejoint les équipes juniors du club et commence sa formation de footballeur.
Lors de la saison 2008-2009, il rejoint l'équipe senior de son club et fait ses débuts en Elite One. Il s'adapte rapidement aux exigences du football professionnel et devient meilleur buteur du championnat et champion du Cameroun, avec son club, la saison suivante,. Ses performances avec Cotonsport Garoua lui permettent de faire partie de la liste des 23 joueurs convoqués par Paul Le Guen pour participer à la Coupe du monde 2010 avec le Cameroun,. Il est ainsi, à 18 ans, l'un des trois plus jeunes joueurs de cette compétition.
Comme beaucoup de jeunes joueurs talentueux, la presse le compare aux plus glorieux de ses ainés et en fait rapidement le successeur de Samuel Eto'o.

#### Arrivée en Europe à Valenciennes (2010-2013)

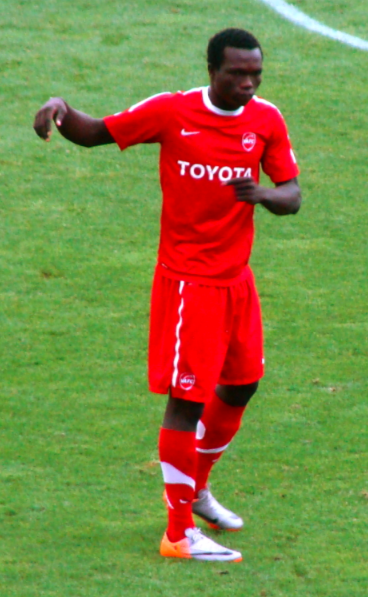
Aboubakar sous le maillot valenciennois

Le 26 mai 2010, Aboubakar rejoint Valenciennes pour trois saisons,. Il fait ainsi ses débuts en Europe dans le même club que son illustre compatriote Roger Milla. Le 29 mai 2010, peu après sa signature en France, le jeune joueur dispute son premier match avec la sélection camerounaise contre la Slovaquie, dans un match amical.
Il joue son premier match avec Valenciennes, le 7 août 2010, en rentrant en jeu face à l'OGC Nice lors du match d'ouverture de la saison 2010-2011 de Ligue 1,. Quelques jours plus tard, il marque son premier but avec les Lions indomptables le 10 août 2010 face à la Pologne en match amical. Lors de sa première titularisation avec Valenciennes, le 26 octobre 2010, en huitième de finale de la coupe de la ligue, il marque ses premiers buts sous ses nouvelles couleurs en inscrivant un triplé face à Boulogne-sur-Mer et permet à son équipe de se qualifier pour les quarts de finale sur le score de 4 buts à 0,. Le 11 décembre 2010 il marque son premier but en Ligue 1 contre le PSG (défaite de Valenciennes 1-2). Utilisé dans un rôle de remplaçant, ce sera son unique but de la saison, en championnat. Le Valenciennes FC produit durant cette saison une web série intitulée "Quand l'agneau veut devenir un lion", et consacrée aux débuts professionnels, en Europe, de Vincent Aboubakar.
Lors de la saison 2011-2012, sa seconde à Valenciennes, l'arrivée de Daniel Sanchez comme entraineur, et la blessure de Grégory Pujol en attaque lui offrent davantage de temps de jeu. Le 16 octobre 2011, il marque son premier doublé en Ligue 1 (victoire 3-0 contre Sochaux). Il inscrit six buts dans ce championnat 2011-2012 et reçoit la possibilité de jouer à son poste préférentiel, comme attaquant de pointe. Lors de la saison 2012-2013, contre le FC Lorient, le 20 octobre 2012, il inscrit un doublé et contribue au large succès (6 buts à 1) du VAFC. Ce seront les seuls buts qu'il marquera dans le championnat 2012-2013. Ses performances ne convainquent pas les dirigeants de prolonger son contrat. En fin d'engagement avec Valenciennes en juin 2013, il signe un contrat de trois ans au FC Lorient.

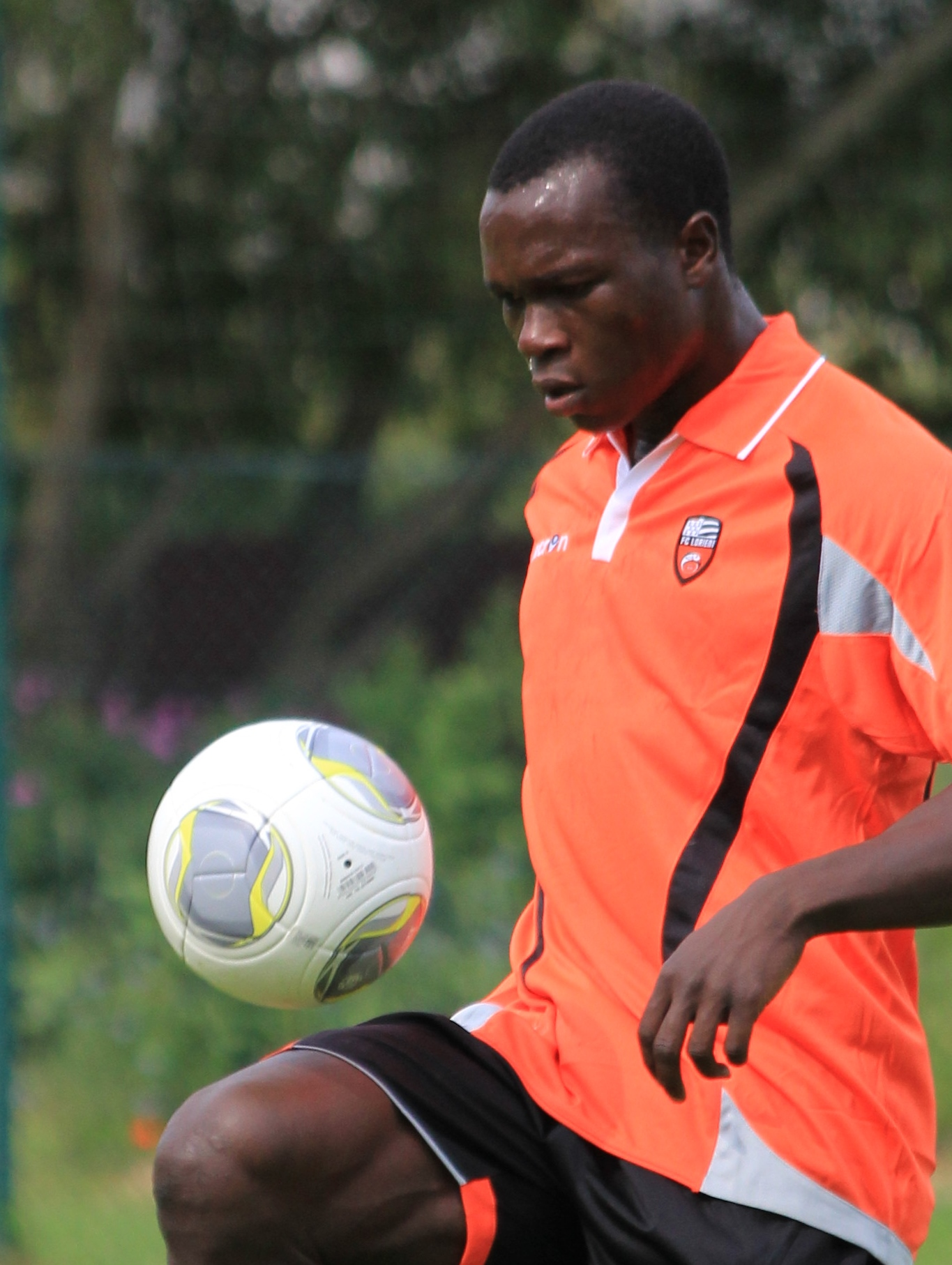
Aboubakar à l'entrainement avec le FC Lorient en juin 2013.

#### Confirmation à Lorient (2013-2014)
La première saison d'Aboubakar à Lorient constitue la meilleure de son début de carrière. Il s'impose rapidement comme titulaire indiscutable à la pointe de l'attaque et son importance est grandissante avec son nouveau club.
Le 31 août 2013, il marque l'unique but du match contre son ancienne équipe de Valenciennes, qui l'avait laissé libre à l'issue de la saison précédente. Son rôle comme attaquant de pointe dans le 4-4-2 de Lorient lui convenant très bien, il se distingue à plusieurs reprises en Ligue 1. Il se signale notamment en marquant un doublé après seulement treize minutes de jeu face à l'Évian Thonon Gaillard (victoire 4-0).
Il termine sa saison avec 16 buts marqués en 32 matchs de Ligue 1, ce qui en fait le deuxième meilleur buteur du championnat derrière Zlatan Ibrahimović.

#### Buteur à Porto (2014-2020)

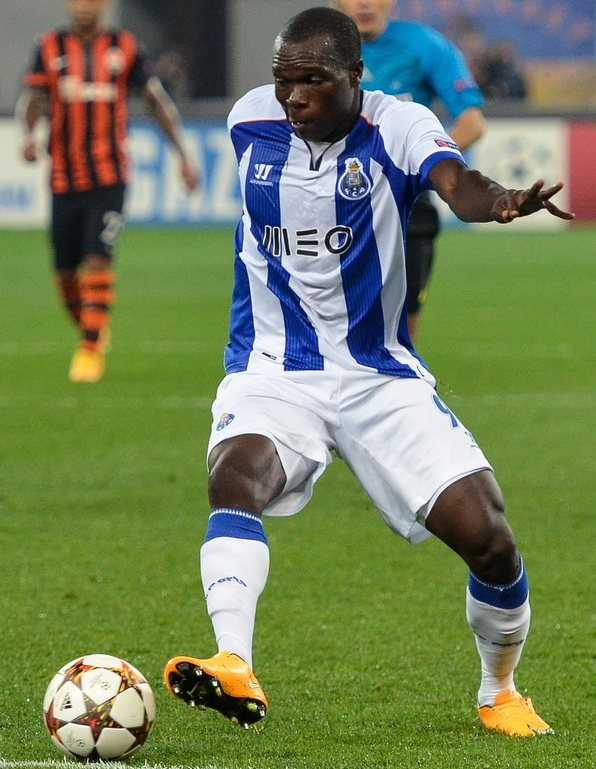
Aboubakar en Ligue des Champions avec le FC Porto en 2014

Le 24 août 2014, Vincent Aboubakar quitte Lorient pour signer un contrat de quatre ans avec le FC Porto pour 3 millions d'euros. Étant très prometteur, le club portugais porte à 50 millions d'euros la clause libératoire du camerounais. Néanmoins, sa première saison avec le FC Porto est compliquée pour l'international camerounais puisqu'il est en concurrence avec son coéquipier Jackson Martínez. En championnat, il ne marque que quatre buts avec Porto mais réalise trois bons matchs en Ligue des champions. Lors de son premier match dans la compétition, le 17 septembre 2014, il parvient à marquer un but, quelques minutes après son entrée en jeu face au BATE Borisov.

#### Prêt à Beşiktaş (2016-2017)
Le 27 août 2016, Aboubakar est prêté au Beşiktaş avec une option d'achat de 10 millions d'euros.
Le 19 octobre 2016, en Ligue des champions, il inscrit un doublé à San Paolo et permet à son équipe de l'emporter à Naples (2-3). Le 23 novembre 2016, il marque un but en fin de match, permettant d'arracher le nul contre Benfica (3-3). Beşiktaş termine troisième du groupe et se trouve reversé en Ligue Europa.
Il retourne par la suite FC Porto avec qui il remporte la coupe du Portugal face au Benfica.

#### Second passage à Beşiktaş (2020-2021)
Il joue à nouveau en faveur du club de Beşiktaş pour la saison 2020-2021. Le club réalise le doublé championnat-coupe et Aboubakar inscrit 15 buts en championnat.
A l'issue de la saison, le joueur pose des conditions salariales jugées trop importantes par les dirigeants en vue d'une prolongation de contrat.

#### Nouveau défi à Ryad (2021-2022)
Le 9 juin 2021, Vincent Aboubakar s'engage en faveur du club saoudien d'Al-Nassr, qui vient de terminer à la sixième place de son championnatavant de mettre fin à son contrat le 7 janvier 2023 afin de libérer une place d’un joueur étranger pour pouvoir accueillir Cristiano Ronaldo. Il y disputera 37 matchs pour un total de 13 buts et 4 passes décisives.

#### Troisième passage à Beşiktaş (2023)
Libéré de son contrat par Al-Nassr il y a quelques jours, il s'engage le 21 janvier 2023 avec Beşiktaş jusqu'en juin 2025. Il marque un total de 13 buts en 16 matchs jusqu'en fin de saison.
Le 11 décembre 2023, il est exclu du club en raison de « mauvaises performances et d’incompatibilités au sein de l’équipe, » aux côtés de quatre autres coéquipiers (Valentin Rosier, Éric Bailly, Rachid Ghezzal et Jean Onana).

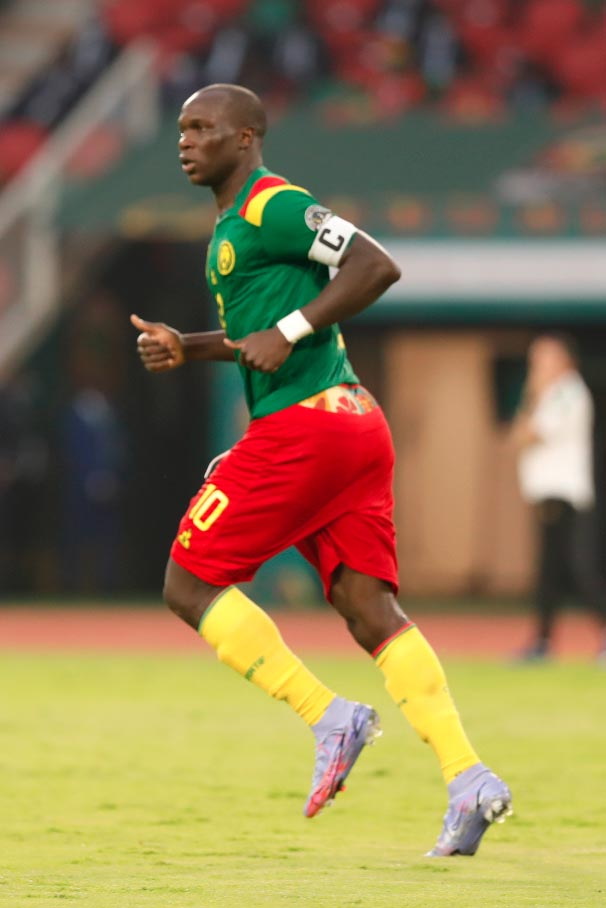
Aboubakar Vincent -10-(c)-Cmr vs Bkn

Il quitte Beşiktaş pour Hatayspor en septembre 2024.

### En équipe nationale
Il est sélectionné pour participer a la Coupe du monde 2010 arborant le numéro 23. Le 11 août 2010, il inscrit son premier but en sélection nationale contre la Pologne. Il inscrit son deuxième but toujours en match amical 4 ans plus tard contre le Portugal. Vincent Aboubakar devient l'attaquant de référence de l'équipe nationale après la Coupe du monde 2014 avec le départ de Samuel Eto'o.
Il dispute sa première compétition continentale lors de la Coupe d'Afrique des nations 2015 en Guinée équatoriale. Le 30 mai 2016 il marque son 13e but face à la France, match se soldant par la défaite de son équipe (3-2). Lors de la Coupe d'Afrique des nations 2017, il offre la victoire en finale aux Lions indomptables en marquant un but somptueux a la dernière minute face a l'Égypte de Mohamed Salah. La même année, il participe également à la Coupe des confédérations 2017.
En 2022, il inscrit 8 buts lors de la Coupe d'Afrique des nations 2021 au Cameroun tout en étant meilleur buteur de la compétition.
Le 10 novembre 2022, il est sélectionné par Rigobert Song pour participer à la Coupe du monde 2022 et réalise un succès total qui augmente immédiatement sa notoriété (en marquant notamment un but somptueux contre la  Serbie et un but de dernière minute contre le Brésil).
Le 28 décembre 2023, il est retenu dans la liste des vingt-sept joueurs camerounais sélectionnés par Rigobert Song pour disputer la Coupe d'Afrique des nations 2023.
Il est actuellement[Quand ?] deuxième meilleur buteur de l'histoire de la sélection camerounaise derrière Samuel Eto'o, premier du haut de ses 56 réalisations. Le 8 juin 2024 en inscrivant un doublé lors de la victoire du Cameroun sur le Cap-Vert (4-1) dans le cadre des éliminatoires de la Coupe du Monde 2026, il devient  le deuxième meilleur buteur de l'histoire de la sélection camerounaise derrière Roger Milla (53 buts).

## Statistiques

### Statistiques détaillées
| Saison                | Club                  | Championnat           | Championnat | Championnat | Championnat | Coupe nationale | Coupe nationale | Coupe nationale | Coupe de la Ligue | Coupe de la Ligue | Coupe de la Ligue | Supercoupe | Supercoupe | Supercoupe | Compétition(s) continentale(s) | Compétition(s) continentale(s) | Compétition(s) continentale(s) | Compétition(s) continentale(s) | Total | Total | Total |
| Saison                | Club                  | Division              | M.          | B.          | P.d.        | M.              | B.              | P.d.            | M.                | B.                | P.d.              | M.         | B.         | P.d.       | Comp.                          | M.                             | B.                             | P.d.                           | M.    | B.    | P.d.  |
| 2009-2010             | Coton Sport Garoua    | Elite One             | 15          | 7           | 0           | -               | -               | -               | -                 | -                 | -                 | -          | -          | -          | C3                             | -                              | -                              | -                              | 15    | 7     | 0     |
| 2010-2011             | Valenciennes FC       | Ligue 1               | 17          | 1           | 1           | 1               | 0               | 0               | 2                 | 3                 | 0                 | -          | -          | -          | -                              | -                              | -                              | -                              | 20    | 4     | 1     |
| 2011-2012             | Valenciennes FC       | Ligue 1               | 27          | 6           | 6           | 4               | 2               | 0               | -                 | -                 | -                 | -          | -          | -          | -                              | -                              | -                              | -                              | 31    | 8     | 6     |
| 2012-2013             | Valenciennes FC       | Ligue 1               | 28          | 2           | 1           | 1               | 1               | 0               | 1                 | 0                 | 0                 | -          | -          | -          | -                              | -                              | -                              | -                              | 30    | 3     | 1     |
| Sous-total            | Sous-total            | Sous-total            | 72          | 9           | 8           | 6               | 3               | 0               | 3                 | 3                 | 0                 | -          | -          | -          | -                              | -                              | -                              | -                              | 81    | 15    | 8     |
| 2013-2014             | FC Lorient            | Ligue 1               | 35          | 16          | 7           | -               | -               | -               | 1                 | 0                 | 0                 | -          | -          | -          | -                              | -                              | -                              | -                              | 36    | 16    | 7     |
| 2014-2015             | FC Lorient            | Ligue 1               | 2           | 1           | 0           | -               | -               | -               | -                 | -                 | -                 | -          | -          | -          | -                              | -                              | -                              | -                              | 2     | 1     | 0     |
| Sous-total            | Sous-total            | Sous-total            | 37          | 17          | 7           | -               | -               | -               | 1                 | 0                 | 0                 | -          | -          | -          | -                              | -                              | -                              | -                              | 38    | 17    | 7     |
| 2014-2015             | FC Porto              | Primeira Liga         | 14          | 4           | 4           | -               | -               | -               | 2                 | 1                 | 0                 | -          | -          | -          | C1                             | 4                              | 3                              | 0                              | 20    | 8     | 4     |
| 2015-2016             | FC Porto              | Primeira Liga         | 28          | 13          | 1           | 5               | 1               | 1               | 1                 | 1                 | 0                 | -          | -          | -          | C1+C3                          | 6+2                            | 3+0                            | 1+0                            | 42    | 18    | 3     |
| 2017-2018             | FC Porto              | Primeira Liga         | 28          | 15          | 4           | 5               | 4               | 0               | 4                 | 2                 | 0                 | -          | -          | -          | C1                             | 6                              | 5                              | 2                              | 43    | 26    | 6     |
| 2018-2019             | FC Porto              | Primeira Liga         | 8           | 4           | 1           | -               | -               | -               | 1                 | 0                 | 0                 | 1          | 0          | 1          | C1                             | 1                              | 0                              | 0                              | 11    | 4     | 2     |
| 2019-2020             | FC Porto              | Primeira Liga         | 5           | 0           | 0           | 2               | 0               | 0               | -                 | -                 | -                 | -          | -          | -          | C1+C3                          | 1+1                            | 0+2                            | 0+0                            | 9     | 2     | 0     |
| Sous-total            | Sous-total            | Sous-total            | 83          | 36          | 10          | 12              | 5               | 1               | 8                 | 4                 | 0                 | 1          | 0          | 1          | -                              | 21                             | 13                             | 3                              | 125   | 58    | 15    |
| 2016-2017             | Beşiktaş JK (prêt)    | Süper Lig             | 27          | 12          | 4           | 2               | 1               | 0               | -                 | -                 | -                 | -          | -          | -          | C1+C3                          | 6+3                            | 3+3                            | 0+0                            | 38    | 19    | 4     |
| 2020-2021             | Beşiktaş JK           | Süper Lig             | 26          | 15          | 5           | 3               | 1               | 0               | -                 | -                 | -                 | -          | -          | -          | C1+C3                          | -                              | -                              | -                              | 29    | 16    | 5     |
| Sous-total            | Sous-total            | Sous-total            | 53          | 27          | 9           | 5               | 2               | 0               | -                 | -                 | -                 | -          | -          | -          | -                              | 9                              | 6                              | 0                              | 67    | 35    | 9     |
| 2021-2022             | Al-Nassr FC           | Saudi Pro League      | 23          | 8           | 4           | 1               | 0               | 1               | -                 | -                 | -                 | -          | -          | -          | C1                             | 3                              | 1                              | 0                              | 27    | 9     | 5     |
| 2022-2023             | Al-Nassr FC           | Saudi Pro League      | 11          | 4           | 1           | 1               | 0               | 1               | -                 | -                 | -                 | -          | -          | -          | -                              | -                              | -                              | -                              | 12    | 4     | 2     |
| Sous-total            | Sous-total            | Sous-total            | 34          | 12          | 5           | 2               | 0               | 2               | -                 | -                 | -                 | -          | -          | -          | -                              | 3                              | 1                              | 0                              | 39    | 13    | 7     |
| 2022-2023             | Beşiktaş JK           | Süper Lig             | 16          | 13          | 2           | -               | -               | -               | -                 | -                 | -                 | -          | -          | -          | -                              | -                              | -                              | -                              | 16    | 13    | 2     |
| 2023-2024             | Beşiktaş JK           | Süper Lig             | 22          | 5           | 1           | 2               | 0               | 0               | -                 | -                 | -                 | -          | -          | -          | C4                             | 10                             | 7                              | 2                              | 34    | 12    | 3     |
| Sous-total            | Sous-total            | Sous-total            | 38          | 18          | 3           | 2               | 0               | 0               | -                 | -                 | -                 | -          | -          | -          | -                              | 10                             | 7                              | 2                              | 50    | 25    | 5     |
| 2024-2025             | Hatayspor             | Süper Lig             | 25          | 7           | 2           | 3               | 1               | 0               | -                 | -                 | -                 | -          | -          | -          | -                              | -                              | -                              | -                              | 28    | 8     | 2     |
| Total sur la carrière | Total sur la carrière | Total sur la carrière | 357         | 133         | 44          | 30              | 11              | 3               | 12                | 7                 | 0                 | 1          | 0          | 1          | -                              | 43                             | 27                             | 5                              | 443   | 178   | 53    |

### En sélection nationale
| Saison                | Sélection             | Phases finales                           | Phases finales | Phases finales | Phases finales | Éliminatoires | Éliminatoires | Éliminatoires | Matchs amicaux | Matchs amicaux | Matchs amicaux | Total | Total | Total |
| Saison                | Sélection             | Compétition                              | M              | B              | Pd             | M             | B             | Pd            | M              | B              | Pd             | M     | B     | Pd    |
| --------------------- | --------------------- | ---------------------------------------- | -------------- | -------------- | -------------- | ------------- | ------------- | ------------- | -------------- | -------------- | -------------- | ----- | ----- | ----- |
| 2009-2010             | Cameroun              | Coupe du monde 2010                      | 2              | 0              | 0              | -             | -             | -             | 3              | 0              | 0              | 5     | 0     | 0     |
| 2010-2011             | Cameroun              | -                                        | -              | -              | -              | 4             | 0             | 0             | 2              | 1              | 0              | 6     | 1     | 0     |
| 2011-2012             | Cameroun              | -                                        | -              | -              | -              | 3             | 0             | 1             | 2              | 0              | 0              | 5     | 0     | 1     |
| 2012-2013             | Cameroun              | -                                        | -              | -              | -              | 4             | 0             | 0             | 2              | 0              | 0              | 6     | 0     | 0     |
| 2013-2014             | Cameroun              | Coupe du monde 2014                      | 2              | 0              | 0              | -             | -             | -             | 3              | 1              | 0              | 5     | 1     | 0     |
| 2014-2015             | Cameroun              | CAN 2015                                 | 3              | 0              | 0              | 6             | 5             | 1             | 4              | 3              | 0              | 13    | 8     | 1     |
| 2015-2016             | Cameroun              | -                                        | -              | -              | -              | 5             | 2             | 0             | 2              | 1              | 0              | 7     | 3     | 0     |
| 2016-2017             | Cameroun              | CAN 2017 + Coupe des confédérations 2017 | 5+3            | 1+1            | 1+0            | 3             | 2             | 0             | 2              | 1              | 0              | 13    | 5     | 1     |
| 2017-2018             | Cameroun              | -                                        | -              | -              | -              | 4             | 1             | 1             | 1              | 1              | 1              | 5     | 2     | 2     |
| 2019-2020             | Cameroun              | -                                        | -              | -              | -              | 2             | 0             | 0             | -              | -              | -              | 2     | 0     | 0     |
| 2020-2021             | Cameroun              | -                                        | -              | -              | -              | 4             | 3             | 0             | -              | -              | -              | 4     | 3     | 0     |
| 2021-2022             | Cameroun              | CAN 2021                                 | 7              | 8              | 1              | 9             | 2             | 0             | -              | -              | -              | 16    | 10    | 1     |
| 2022-2023             | Cameroun              | Coupe du monde 2022                      | 3              | 2              | 1              | 1             | 1             | 0             | 4              | 0              | 0              | 8     | 3     | 1     |
| 2023-2024             | Cameroun              | CAN 2023                                 | 1              | 0              | 0              | 3             | 3             | 0             | 3              | 0              | 0              | 7     | 3     | 0     |
| 2024-2025             | Cameroun              | -                                        | -              | -              | -              | 8             | 5             | 0             | 2              | 1              | 1              | 10    | 6     | 1     |
| Total sur la carrière | Total sur la carrière | Total sur la carrière                    | 26             | 12             | 3              | 56            | 24            | 3             | 30             | 9              | 2              | 112   | 45    | 8     |

### Liste des matchs internationaux
| Matchs internationaux de Vincent Aboubakar | Matchs internationaux de Vincent Aboubakar | Matchs internationaux de Vincent Aboubakar                                | Matchs internationaux de Vincent Aboubakar | Matchs internationaux de Vincent Aboubakar | Matchs internationaux de Vincent Aboubakar | Matchs internationaux de Vincent Aboubakar                            |
|                                            | Date                                       | Lieu                                                                      | Adversaire                                 | Résultats                                  | Compétitions                               | Notes                                                                 |
| ------------------------------------------ | ------------------------------------------ | ------------------------------------------------------------------------- | ------------------------------------------ | ------------------------------------------ | ------------------------------------------ | --------------------------------------------------------------------- |
| 1.                                         | 25 mai 2010                                | Linzer Stadion, Linz, Autriche                                            | Géorgie                                    | 0 - 0                                      | Match amical                               | Rentre en jeu à la 46e minute à la place de Dorge Kouemaha.           |
| 2.                                         | 29 mai 2010                                | Wörthersee Stadion, Klagenfurt, Autriche                                  | Slovaquie                                  | 1 - 1                                      | Match amical                               | Titulaire et remplacé par Geremi Njitap à la 67e minute.              |
| 3.                                         | 5 juin 2010                                | Stade du Partizan, Belgrade, Serbie                                       | Serbie                                     | 4 - 3                                      | Match amical                               | Titulaire et remplacé par Achille Emana à la 47e minute.              |
| 4.                                         | 19 juin 2010                               | Loftus Versfeld Stadium, Pretoria, Afrique du Sud                         | Danemark                                   | 1 - 2                                      | Coupe du monde 2010                        | Rentre en jeu à la 78e minute à la place de Pierre Webó.              |
| 5.                                         | 24 juin 2010                               | Cape Town Stadium, Le Cap, Afrique du Sud                                 | Pays-Bas                                   | 1 - 2                                      | Coupe du monde 2010                        | Rentre en jeu à la 56e minute à la place de Gaëtan Bong.              |
| 6.                                         | 11 août 2010                               | Stadion Floriana Krygiera, Szczecin, Pologne                              | Pologne                                    | 0 - 3                                      | Match amical                               | Rentre en jeu à la 80e minute à la place de Samuel Eto'o.             |
| 7.                                         | 4 septembre 2010                           | Stade Anjalay, Mapou, Maurice                                             | Maurice                                    | 1 - 3                                      | Éliminatoires de la CAN 2012               | Rentre en jeu à la 62e minute à la place de Marcel Ndjeng.            |
| 8.                                         | 9 octobre 2010                             | Stade Roumdé Adjia, Garoua, Cameroun                                      | RD Congo                                   | 1 - 1                                      | Éliminatoires de la CAN 2012               | Titulaire.                                                            |
| 9.                                         | 26 mars 2011                               | Stade Léopold-Sédar-Senghor, Dakar, Sénégal                               | Sénégal                                    | 1 - 0                                      | Éliminatoires de la CAN 2012               | Rentre en jeu à la 75e minute à la place de Pierre Webó.              |
| 10.                                        | 4 juin 2011                                | Stade Ahmadou-Ahidjo, Yaoundé, Cameroun                                   | Sénégal                                    | 0 - 0                                      | Éliminatoires de la CAN 2012               | Titulaire.                                                            |
| 11.                                        | 7 juin 2011                                | Red Bull Arena, Salzbourg, Autriche                                       | Russie                                     | 0 - 0                                      | Match amical                               | Titulaire et remplacé par Eyong Enoh à la 46e minute.                 |
| 12.                                        | 11 novembre 2011                           | Stade El Harti, Marrakech, Maroc                                          | Soudan                                     | 3 - 1                                      | Match amical                               | Rentre en jeu à la 71e minute à la place de Eric Maxim Choupo-Moting. |
| 13.                                        | 13 novembre 2011                           | Stade El Harti, Marrakech, Maroc                                          | Maroc                                      | 1 - 1 (2-4)                                | Match amical                               | Titulaire et remplacé par Edgar Salli à la 65e minute.                |
| 14.                                        | 29 février 2012                            | Stade du 24-Septembre, Bissau, Guinée-Bissau                              | Guinée-Bissau                              | 0 - 1                                      | Éliminatoires de la CAN 2013               | Titulaire et remplacé par Léonard Kweuke à la 65e minute.             |
| 15.                                        | 10 juin 2012                               | Stade Taïeb-Mehiri, Sfax, Tunisie                                         | Libye                                      | 2 - 1                                      | Éliminatoires de la Coupe du monde 2014    | Titulaire et remplacé par Edgar Salli à la 65e minute.                |
| 16.                                        | 16 juin 2012                               | Stade Ahmadou-Ahidjo, Yaoundé, Cameroun                                   | Guinée-Bissau                              | 1 - 0                                      | Éliminatoires de la CAN 2013               | Rentre en jeu à la 67e minute à la place de Eric Maxim Choupo-Moting. |
| 17.                                        | 8 septembre 2012                           | Stade de Várzea, Praia, Cap-Vert                                          | Cap-Vert                                   | 2 - 0                                      | Éliminatoires de la CAN 2013               | Rentre en jeu à la 55e minute à la place de Benjamin Moukandjo.       |
| 18.                                        | 14 octobre 2012                            | Stade Ahmadou-Ahidjo, Yaoundé, Cameroun                                   | Cap-Vert                                   | 2 - 1                                      | Éliminatoires de la CAN 2013               | Rentre en jeu à la 79e minute à la place de Achille Emana.            |
| 19.                                        | 6 février 2013                             | Stade Benjamin Mkapa, Dar es Salam, Tanzanie                              | Tanzanie                                   | 1 - 0                                      | Match amical                               | Titulaire et remplacé par Thierry Makon Nloga à la 85e minute.        |
| 20.                                        | 2 juin 2013                                | Stade olympique de Kiev, Kiev, Ukraine                                    | Ukraine                                    | 0 - 0                                      | Match amical                               | Titulaire.                                                            |
| 21.                                        | 9 juin 2013                                | Stade de Kégué, Lomé, Togo                                                | Togo                                       | 0 - 3                                      | Éliminatoires de la Coupe du monde 2014    | Titulaire.                                                            |
| 22.                                        | 16 juin 2013                               | Stade des Martyrs, Kinshasa, République démocratique du Congo             | RD Congo                                   | 0 - 0                                      | Éliminatoires de la Coupe du monde 2014    | Titulaire et remplacé par Yannick N'Djeng à la 42e minute.            |
| 23.                                        | 5 mars 2014                                | Stade Dr. Magalhães Pessoa, Leiria, Portugal                              | Portugal                                   | 5 - 1                                      | Match amical                               | Titulaire et remplacé par Henri Bedimo à la 63e minute.               |
| 24.                                        | 29 mai 2014                                | Kufstein Arena, Kufstein, Autriche                                        | Paraguay                                   | 1 - 2                                      | Match amical                               | Titulaire et remplacé par Eric Maxim Choupo-Moting à la 46e minute.   |
| 25.                                        | 7 juin 2014                                | Stade Ahmadou-Ahidjo, Yaoundé, Cameroun                                   | Moldavie                                   | 1 - 0                                      | Match amical                               | Rentre en jeu à la 46e minute à la place de Pierre Webó.              |
| 26.                                        | 19 juin 2014                               | Arena da Amazônia, Manaus, Brésil                                         | Croatie                                    | 0 - 4                                      | Coupe du monde 2014                        | Titulaire et remplacé par Pierre Webó à la 70e minute.                |
| 27.                                        | 23 juin 2014                               | Stade national de Brasilia Mané Garrincha, Brasilia, Brésil               | Brésil                                     | 1 - 4                                      | Coupe du monde 2014                        | Titulaire et remplacé par Pierre Webó à la 72e minute.                |
| 28.                                        | 6 septembre 2014                           | Stade Tout Puissant Mazembe, Lubumbashi, République démocratique du Congo | RD Congo                                   | 0 - 2                                      | Éliminatoires de la CAN 2015               | Titulaire.                                                            |
| 29.                                        | 10 septembre 2014                          | Stade Ahmadou-Ahidjo, Yaoundé, Cameroun                                   | Côte d'Ivoire                              | 4 - 1                                      | Éliminatoires de la CAN 2015               | Titulaire.                                                            |
| 30.                                        | 11 octobre 2014                            | Stade Ahmadou-Ahidjo, Yaoundé, Cameroun                                   | Sierra Leone                               | 0 - 0                                      | Éliminatoires de la CAN 2015               | Titulaire et remplacé par Léonard Kweuke à la 64e minute.             |
| 31.                                        | 15 novembre 2014                           | Stade Ahmadou-Ahidjo, Yaoundé, Cameroun                                   | RD Congo                                   | 1 - 0                                      | Éliminatoires de la CAN 2015               | Rentre en jeu à la 65e minute à la place de Eric Maxim Choupo-Moting. |
| 32.                                        | 19 novembre 2014                           | Stade Félix-Houphouët-Boigny, Abidjan, Côte d'Ivoire                      | Côte d'Ivoire                              | 0 - 0                                      | Éliminatoires de la CAN 2015               | Titulaire.                                                            |
| 33.                                        | 10 janvier 2015                            | Stade d'Angondjé, Libreville, Gabon                                       | Afrique du Sud                             | 1 - 1                                      | Match amical                               | Titulaire.                                                            |
| 34.                                        | 20 janvier 2015                            | Nuevo Estadio de Malabo, Malabo, Guinée équatoriale                       | Mali                                       | 1 - 1                                      | CAN 2015                                   | Titulaire.                                                            |
| 35.                                        | 24 janvier 2015                            | Nuevo Estadio de Malabo, Malabo, Guinée équatoriale                       | Guinée                                     | 1 - 1                                      | CAN 2015                                   | Titulaire et remplacé par Franck Etoundi à la 77e minute.             |
| 36.                                        | 28 janvier 2015                            | Nuevo Estadio de Malabo, Malabo, Guinée équatoriale                       | Côte d'Ivoire                              | 0 - 1                                      | CAN 2015                                   | Rentre en jeu à la 46e minute à la place de Edgar Salli.              |
| 37.                                        | 25 mars 2015                               | Gelora Delta Stadium, Surabaya, Indonésie                                 | Indonésie                                  | 0 - 1                                      | Match amical                               | Titulaire.                                                            |
| 38.                                        | 6 juin 2015                                | Stade départemental Yves-du-Manoir, Colombes, France                      | Burkina Faso                               | 2 - 3                                      | Match amical                               | Titulaire et remplacé par Dani Ndi à la 79e minute.                   |
| 39.                                        | 9 juin 2015                                | Stade Charles Tondreau, Mons, Belgique                                    | RD Congo                                   | 1 - 1                                      | Match amical                               | Titulaire et remplacé par Dani Ndi à la 71e minute.                   |
| 40.                                        | 14 juin 2015                               | Stade Ahmadou-Ahidjo, Yaoundé, Cameroun                                   | Mauritanie                                 | 1 - 0                                      | Éliminatoires de la CAN 2017               | Titulaire.                                                            |
| 41.                                        | 6 septembre 2015                           | Independence Stadium, Bakau, Gambie                                       | Gambie                                     | 0 - 1                                      | Éliminatoires de la CAN 2017               | Titulaire.                                                            |
| 42.                                        | 11 octobre 2015                            | Stade Edmond Machtens, Molenbeek-Saint-Jean, Belgique                     | Nigeria                                    | 3 - 0                                      | Match amical                               | Titulaire.                                                            |
| 43.                                        | 13 novembre 2015                           | Stade Général-Seyni-Kountché, Niamey, Niger                               | Niger                                      | 0 - 3                                      | Éliminatoires de la Coupe du monde 2018    | Titulaire.                                                            |
| 44.                                        | 17 novembre 2015                           | Stade Ahmadou-Ahidjo, Yaoundé, Cameroun                                   | Niger                                      | 0 - 0                                      | Éliminatoires de la Coupe du monde 2018    | Titulaire.                                                            |
| 45.                                        | 29 mars 2016                               | Stade Moses-Mabhida, Durban, Afrique du Sud                               | Afrique du Sud                             | 0 - 0                                      | Éliminatoires de la CAN 2017               | Titulaire.                                                            |
| 46.                                        | 30 mai 2016                                | Stade de la Beaujoire, Nantes, France                                     | France                                     | 3 - 2                                      | Match amical                               | Titulaire et remplacé par Anatole Abang à la 70e minute.              |
| 47.                                        | 3 juin 2016                                | Stade olympique de Nouakchott, Nouakchott, Mauritanie                     | Mauritanie                                 | 0 - 1                                      | Éliminatoires de la CAN 2017               | Titulaire et remplacé par Anatole Abang à la 90e minute.              |
| 48.                                        | 9 octobre 2016                             | Stade Mustapha-Tchaker, Blida, Algérie                                    | Algérie                                    | 1 - 1                                      | Éliminatoires de la Coupe du monde 2018    | Titulaire.                                                            |
| 49.                                        | 12 novembre 2016                           | Stade de Limbé, Limbé, Cameroun                                           | Zambie                                     | 1 - 1                                      | Éliminatoires de la Coupe du monde 2018    | Titulaire.                                                            |
| 50.                                        | 18 janvier 2017                            | Stade d'Angondjé, Libreville, Gabon                                       | Guinée-Bissau                              | 2 - 1                                      | CAN 2017                                   | Titulaire et remplacé par Robert Ndip Tambe à la 63e minute.          |
| 51.                                        | 22 janvier 2017                            | Stade d'Angondjé, Libreville, Gabon                                       | Gabon                                      | 0 - 0                                      | CAN 2017                                   | Rentre en jeu à la 83e minute à la place de Christian Bassogog.       |
| 52.                                        | 28 janvier 2017                            | Stade de Franceville, Franceville, Gabon                                  | Sénégal                                    | 0 - 0 (4-5)                                | CAN 2017                                   | Rentre en jeu à la 102e minute à la place de Robert Ndip Tambe.       |
| 53.                                        | 2 février 2017                             | Stade de Franceville, Franceville, Gabon                                  | Ghana                                      | 2 - 0                                      | CAN 2017                                   | Rentre en jeu à la 73e minute à la place de Robert Ndip Tambe.        |
| 54.                                        | 5 février 2017                             | Stade d'Angondjé, Libreville, Gabon                                       | Égypte                                     | 1 - 2                                      | CAN 2017                                   | Rentre en jeu à la 46e minute à la place de Robert Ndip Tambe.        |
| 55.                                        | 24 mars 2017                               | Stade Mustapha-Ben-Jannet, Monastir, Tunisie                              | Tunisie                                    | 0 - 1                                      | Match amical                               | Titulaire et remplacé par Moumi Ngamaleu à la 79e minute.             |
| 56.                                        | 28 mars 2017                               | Stade Edmond Machtens, Molenbeek-Saint-Jean, Belgique                     | Guinée                                     | 1 - 2                                      | Match amical                               | Rentre en jeu à la 73e minute à la place de Moumi Ngamaleu.           |
| 57.                                        | 10 juin 2017                               | Stade Ahmadou-Ahidjo, Yaoundé, Cameroun                                   | Maroc                                      | 1 - 0                                      | Éliminatoires de la CAN 2019               | Titulaire.                                                            |
| 58.                                        | 18 juin 2017                               | Otkrytie Arena, Moscou, Russie                                            | Chili                                      | 0 - 2                                      | Coupe des confédérations 2017              | Titulaire.                                                            |
| 59.                                        | 22 juin 2017                               | Stade de Saint-Pétersbourg, Saint-Pétersbourg, Russie                     | Australie                                  | 1 - 1                                      | Coupe des confédérations 2017              | Titulaire.                                                            |
| 60.                                        | 25 juin 2017                               | Stade olympique Ficht, Sotchi, Russie                                     | Allemagne                                  | 3 - 1                                      | Coupe des confédérations 2017              | Titulaire.                                                            |
| 61.                                        | 1er septembre 2017                         | Godswill Akpabio International Stadium, Uyo, Nigeria                      | Nigeria                                    | 4 - 0                                      | Éliminatoires de la Coupe du monde 2018    | Titulaire.                                                            |
| 62.                                        | 4 septembre 2017                           | Stade Ahmadou-Ahidjo, Yaoundé, Cameroun                                   | Nigeria                                    | 1 - 1                                      | Éliminatoires de la Coupe du monde 2018    | Rentre en jeu à la 62e minute à la place de Jean-Pierre Nsame.        |
| 63.                                        | 7 octobre 2017                             | Stade Ahmadou-Ahidjo, Yaoundé, Cameroun                                   | Algérie                                    | 2 - 0                                      | Éliminatoires de la Coupe du monde 2018    | Titulaire.                                                            |
| 64.                                        | 11 novembre 2017                           | Stade Levy Mwanawasa, Ndola, Zambie                                       | Zambie                                     | 2 - 2                                      | Éliminatoires de la Coupe du monde 2018    | Titulaire.                                                            |
| 65.                                        | 25 mars 2018                               | Jaber Al-Ahmad International Stadium, Koweït, Koweït                      | Koweït                                     | 1 - 3                                      | Match amical                               | Titulaire.                                                            |
| 66.                                        | 13 novembre 2019                           | Stade Ahmadou-Ahidjo, Yaoundé, Cameroun                                   | Cap-Vert                                   | 0 - 0                                      | Éliminatoires de la CAN 2021               | Rentre en jeu à la 60e minute à la place de Moumi Ngamaleu.           |
| 67.                                        | 17 novembre 2019                           | Kigali Pelé Stadium, Kigali, Rwanda                                       | Rwanda                                     | 0 - 1                                      | Éliminatoires de la CAN 2021               | Titulaire et remplacé par Fabrice Olinga à la 84e minute.             |
| 68.                                        | 12 novembre 2020                           | Stade de la Réunification, Douala, Cameroun                               | Mozambique                                 | 4 - 1                                      | Éliminatoires de la CAN 2021               | Titulaire et remplacé par Stéphane Bahoken à la 65e minute.           |
| 69.                                        | 16 novembre 2020                           | Stade national de Maputo, Maputo, Mozambique                              | Mozambique                                 | 0 - 2                                      | Éliminatoires de la CAN 2021               | Titulaire et remplacé par Stéphane Bahoken à la 74e minute.           |
| 70.                                        | 26 mars 2021                               | Estádio Nacional de Cabo Verde, Praia, Cap-Vert                           | Cap-Vert                                   | 3 - 1                                      | Éliminatoires de la CAN 2021               | Titulaire.                                                            |
| 71.                                        | 30 mars 2021                               | Complexe multisports de Japoma, Douala, Cameroun                          | Rwanda                                     | 0 - 0                                      | Éliminatoires de la CAN 2021               | Titulaire.                                                            |
| 72.                                        | 3 septembre 2021                           | Stade de football d'Olembe, Yaoundé, Cameroun                             | Malawi                                     | 2 - 0                                      | Éliminatoires de la Coupe du monde 2022    | Titulaire et remplacé par Stéphane Bahoken à la 74e minute.           |
| 73.                                        | 6 septembre 2021                           | Stade Alassane-Ouattara, Abidjan, Côte d'Ivoire                           | Côte d'Ivoire                              | 2 - 1                                      | Éliminatoires de la Coupe du monde 2022    | Titulaire et remplacé par Stéphane Bahoken à la 46e minute.           |
| 74.                                        | 8 octobre 2021                             | Complexe multisports de Japoma, Douala, Cameroun                          | Mozambique                                 | 3 - 1                                      | Éliminatoires de la Coupe du monde 2022    | Titulaire et remplacé par Stéphane Bahoken à la 71e minute.           |
| 75.                                        | 11 octobre 2021                            | Stade Ibn-Batouta, Tanger, Maroc                                          | Mozambique                                 | 0 - 1                                      | Éliminatoires de la Coupe du monde 2022    | Titulaire et remplacé par Stéphane Bahoken à la 57e minute.           |
| 76.                                        | 13 novembre 2021                           | Orlando Stadium, Soweto, Afrique du Sud                                   | Malawi                                     | 0 - 4                                      | Éliminatoires de la Coupe du monde 2022    | Titulaire et remplacé par James Léa Siliki à la 63e minute.           |
| 77.                                        | 16 novembre 2021                           | Stade Ahmadou-Ahidjo, Yaoundé, Cameroun                                   | Côte d'Ivoire                              | 1 - 0                                      | Éliminatoires de la Coupe du monde 2022    | Titulaire et remplacé par James Léa Siliki à la 73e minute.           |
| 78.                                        | 9 janvier 2022                             | Stade de football d'Olembe, Yaoundé, Cameroun                             | Burkina Faso                               | 2 - 1                                      | CAN 2021                                   | Titulaire et remplacé par Yvan Neyou à la 88e minute.                 |
| 79.                                        | 13 janvier 2022                            | Stade de football d'Olembe, Yaoundé, Cameroun                             | Éthiopie                                   | 4 - 1                                      | CAN 2021                                   | Titulaire et remplacé par Stéphane Bahoken à la 79e minute.           |
| 80.                                        | 17 janvier 2022                            | Stade de football d'Olembe, Yaoundé, Cameroun                             | Cap-Vert                                   | 1 - 1                                      | CAN 2021                                   | Titulaire.                                                            |
| 81.                                        | 24 janvier 2022                            | Stade de football d'Olembe, Yaoundé, Cameroun                             | Comores                                    | 2 - 1                                      | CAN 2021                                   | Titulaire et remplacé par Stéphane Bahoken à la 77e minute.           |
| 82.                                        | 29 janvier 2022                            | Complexe multisports de Japoma, Douala, Cameroun                          | Gambie                                     | 0 - 2                                      | CAN 2021                                   | Titulaire.                                                            |
| 83.                                        | 3 février 2022                             | Stade de football d'Olembe, Yaoundé, Cameroun                             | Égypte                                     | 0 - 0 (1-3)                                | CAN 2021                                   | Titulaire.                                                            |
| 84.                                        | 5 février 2022                             | Stade Ahmadou-Ahidjo, Yaoundé, Cameroun                                   | Burkina Faso                               | 3 - 3 (3-5)                                | CAN 2021                                   | Rentre en jeu à la 46e minute à la place de Samuel Gouet.             |
| 85.                                        | 25 mars 2022                               | Complexe multisports de Japoma, Douala, Cameroun                          | Algérie                                    | 0 - 1                                      | Éliminatoires de la Coupe du monde 2022    | Titulaire et remplacé par Léandre Tawamba à la 46e minute.            |
| 86.                                        | 29 mars 2022                               | Stade Mustapha-Tchaker, Blida, Algérie                                    | Algérie                                    | 1 - 2                                      | Éliminatoires de la Coupe du monde 2022    | Rentre en jeu à la 102e minute à la place de Samuel Gouet.            |
| 87.                                        | 9 juin 2022                                | Stade Benjamin Mkapa, Dar es Salam, Tanzanie                              | Burundi                                    | 0 - 1                                      | Éliminatoires de la CAN 2023               | Titulaire et remplacé par Léandre Tawamba à la 87e minute.            |
| 88.                                        | 23 septembre 2022                          | Stade de Goyang, Goyang, Corée du Sud                                     | Ouzbékistan                                | 0 - 2                                      | Match amical                               | Titulaire et remplacé par Jean-Pierre Nsame à la 74e minute.          |
| 89.                                        | 27 septembre 2022                          | Stade de la Coupe du monde de Séoul, Séoul, Corée du Sud                  | Corée du Sud                               | 1 - 0                                      | Match amical                               | Titulaire et remplacé par Léandre Tawamba à la 69e minute.            |
| 90.                                        | 9 novembre 2022                            | Stade Ahmadou-Ahidjo, Yaoundé, Cameroun                                   | Jamaïque                                   | 1 - 1                                      | Match amical                               | Titulaire et remplacé par Patient Wassou à la 43e minute.             |
| 91.                                        | 18 novembre 2022                           | Stade Mohammed-ben-Zayed, Abou Dabi, Émirats arabes unis                  | Panama                                     | 1 - 1                                      | Match amical                               | Titulaire et remplacé par Eric Maxim Choupo-Moting à la 46e minute.   |
| 92.                                        | 24 novembre 2022                           | Stade Al-Janoub, Al Wakrah, Qatar                                         | Suisse                                     | 1 - 0                                      | Coupe du monde 2022                        | Rentre en jeu à la 74e minute à la place de Eric Maxim Choupo-Moting. |
| 93.                                        | 28 novembre 2022                           | Stade Al-Janoub, Al Wakrah, Qatar                                         | Serbie                                     | 3 - 3                                      | Coupe du monde 2022                        | Rentre en jeu à la 55e minute à la place de Martin Hongla.            |
| 94.                                        | 2 décembre 2022                            | Stade de Lusail, Lusail, Qatar                                            | Brésil                                     | 1 - 0                                      | Coupe du monde 2022                        | Titulaire.                                                            |
| 95.                                        | 28 mars 2023                               | Dobsonville Stadium, Johannesbourg, Afrique du Sud                        | Namibie                                    | 2 - 1                                      | Éliminatoires de la CAN 2023               | Titulaire.                                                            |
| 96.                                        | 12 septembre 2023                          | Stade Roumdé Adjia, Garoua, Cameroun                                      | Burundi                                    | 3 - 0                                      | Éliminatoires de la CAN 2023               | Titulaire.                                                            |
| 97.                                        | 12 octobre 2023                            | VTB Arena, Moscou, Russie                                                 | Russie                                     | 1 - 0                                      | Match amical                               | Titulaire et remplacé par Darlin Yongwa à la 76e minute.              |
| 98.                                        | 16 octobre 2023                            | Stade Bollaert-Delelis, Lens, France                                      | Sénégal                                    | 1 - 0                                      | Match amical                               | Titulaire et remplacé par Frank Magri à la 80e minute.                |
| 99.                                        | 9 janvier 2024                             | Stade Roi-Abdallah, Djeddah, Arabie saoudite                              | Zambie                                     | 1 - 1                                      | Match amical                               | Titulaire.                                                            |
| 100.                                       | 27 janvier 2024                            | Stade Félix-Houphouët-Boigny, Abidjan, Côte d'Ivoire                      | Nigeria                                    | 2 - 0                                      | CAN 2023                                   | Rentre en jeu à la 77e minute à la place de Oumar Gonzalez.           |
| 101.                                       | 8 juin 2024                                | Stade Ahmadou-Ahidjo, Yaoundé, Cameroun                                   | Cap-Vert                                   | 4 - 1                                      | Éliminatoires de la Coupe du monde 2026    | Titulaire et remplacé par Faris Moumbagna à la 84e minute.            |
| 102.                                       | 11 juin 2024                               | Stade national du 11-Novembre, Luanda, Angola                             | Angola                                     | 1 - 1                                      | Éliminatoires de la Coupe du monde 2026    | Titulaire et remplacé par Didier Lamkel Zé à la 87e minute.           |
| 103.                                       | 7 septembre 2024                           | Stade Roumdé Adjia, Garoua, Cameroun                                      | Namibie                                    | 1 - 0                                      | Éliminatoires de la CAN 2025               | Titulaire.                                                            |
| 104.                                       | 10 septembre 2024                          | Mandela National Stadium, Kampala, Ouganda                                | Zimbabwe                                   | 0 - 0                                      | Éliminatoires de la CAN 2025               | Titulaire.                                                            |
| 105.                                       | 11 octobre 2024                            | Complexe multisports de Japoma, Douala, Cameroun                          | Kenya                                      | 4 - 1                                      | Éliminatoires de la CAN 2025               | Titulaire et remplacé par Frank Magri à la 78e minute.                |
| 106.                                       | 14 octobre 2024                            | Mandela National Stadium, Kampala, Ouganda                                | Kenya                                      | 0 - 1                                      | Éliminatoires de la CAN 2025               | Titulaire.                                                            |
| 107.                                       | 13 novembre 2024                           | Orlando Stadium, Soweto, Afrique du Sud                                   | Namibie                                    | 0 - 0                                      | Éliminatoires de la CAN 2025               | Titulaire.                                                            |
| 108.                                       | 19 novembre 2024                           | Stade Ahmadou-Ahidjo, Yaoundé, Cameroun                                   | Zimbabwe                                   | 2 - 1                                      | Éliminatoires de la CAN 2025               | Titulaire et remplacé par Moumi Ngamaleu à la 90e minute.             |
| 109.                                       | 19 mars 2025                               | Stade Mbombela, Mbombela, Afrique du Sud                                  | Eswatini                                   | 0 - 0                                      | Éliminatoires de la Coupe du monde 2026    | Titulaire et remplacé par Ignatius Ganago à la 83e minute.            |
| 110.                                       | 25 mars 2025                               | Stade Ahmadou-Ahidjo, Yaoundé, Cameroun                                   | Libye                                      | 3 - 1                                      | Éliminatoires de la Coupe du monde 2026    | Titulaire.                                                            |
| 111.                                       | 6 juin 2025                                | Stade de Marrakech, Marrakech, Maroc                                      | Ouganda                                    | 3 - 0                                      | Match amical                               | Rentre en jeu à la 46e minute à la place de Boris Mfoumou.            |
| 112.                                       | 9 juin 2025                                | Stade de Marrakech, Marrakech, Maroc                                      | Guinée équatoriale                         | 1 - 1                                      | Match amical                               | Titulaire.                                                            |

### Buts internationaux
| Buts internationaux de Vincent Aboubakar | Buts internationaux de Vincent Aboubakar | Buts internationaux de Vincent Aboubakar                                  | Buts internationaux de Vincent Aboubakar | Buts internationaux de Vincent Aboubakar | Buts internationaux de Vincent Aboubakar | Buts internationaux de Vincent Aboubakar |
|                                          | Date                                     | Lieu                                                                      | Adversaire                               | Score                                    | Résultats                                | Compétitions                             |
| ---------------------------------------- | ---------------------------------------- | ------------------------------------------------------------------------- | ---------------------------------------- | ---------------------------------------- | ---------------------------------------- | ---------------------------------------- |
| 1                                        | 11 août 2010                             | Stadion Floriana Krygiera, Szczecin, Pologne                              | Pologne                                  | 0 - 3                                    | 0 - 3                                    | Match amical                             |
| 2                                        | 5 mars 2014                              | Stade Dr. Magalhães Pessoa, Leiria, Portugal                              | Portugal                                 | 1 - 1                                    | 5 - 1                                    | Match amical                             |
| 3                                        | 6 septembre 2014                         | Stade Tout Puissant Mazembe, Lubumbashi, République démocratique du Congo | RD Congo                                 | 0 - 2                                    | 0 - 2                                    | Éliminatoires de la CAN 2015             |
| 4                                        | 10 septembre 2014                        | Stade Ahmadou-Ahidjo, Yaoundé, Cameroun                                   | Côte d'Ivoire                            | 2 - 1                                    | 4 - 1                                    | Éliminatoires de la CAN 2015             |
| 5                                        | 10 septembre 2014                        | Stade Ahmadou-Ahidjo, Yaoundé, Cameroun                                   | Côte d'Ivoire                            | 3 - 1                                    | 4 - 1                                    | Éliminatoires de la CAN 2015             |
| 6                                        | 15 novembre 2014                         | Stade Ahmadou-Ahidjo, Yaoundé, Cameroun                                   | RD Congo                                 | 1 - 0                                    | 1 - 0                                    | Éliminatoires de la CAN 2015             |
| 7                                        | 10 janvier 2015                          | Stade d'Angondjé, Libreville, Gabon                                       | Afrique du Sud                           | 1 - 0                                    | 1 - 1                                    | Match amical                             |
| 8                                        | 25 mars 2015                             | Gelora Delta Stadium, Surabaya, Indonésie                                 | Indonésie                                | 0 - 1                                    | 0 - 1                                    | Match amical                             |
| 9                                        | 6 juin 2015                              | Stade départemental Yves-du-Manoir, Colombes, France                      | Burkina Faso                             | 1 - 1                                    | 2 - 3                                    | Match amical                             |
| 10                                       | 14 juin 2015                             | Stade Ahmadou-Ahidjo, Yaoundé, Cameroun                                   | Mauritanie                               | 1 - 0                                    | 1 - 0                                    | Éliminatoires de la CAN 2017             |
| 11                                       | 6 septembre 2015                         | Independence Stadium, Bakau, Gambie                                       | Gambie                                   | 0 - 1                                    | 0 - 1                                    | Éliminatoires de la CAN 2017             |
| 12                                       | 13 novembre 2015                         | Stade Général-Seyni-Kountché, Niamey, Niger                               | Niger                                    | 0 - 2                                    | 0 - 3                                    | Éliminatoires de la Coupe du monde 2018  |
| 13                                       | 30 mai 2016                              | Stade de la Beaujoire, Nantes, France                                     | France                                   | 1 - 1                                    | 3 - 2                                    | Match amical                             |
| 14                                       | 12 novembre 2016                         | Stade de Limbé, Limbé, Cameroun                                           | Zambie                                   | 1 - 1                                    | 1 - 1                                    | Éliminatoires de la Coupe du monde 2018  |
| 15                                       | 5 février 2017                           | Stade d'Angondjé, Libreville, Gabon                                       | Égypte                                   | 1 - 2                                    | 1 - 2                                    | CAN 2017                                 |
| 16                                       | 24 mars 2017                             | Stade Mustapha-Ben-Jannet, Monastir, Tunisie                              | Tunisie                                  | 0 - 1                                    | 0 - 1                                    | Match amical                             |
| 17                                       | 10 juin 2017                             | Stade Ahmadou-Ahidjo, Yaoundé, Cameroun                                   | Maroc                                    | 1 - 0                                    | 1 - 0                                    | Éliminatoires de la CAN 2019             |
| 18                                       | 25 juin 2017                             | Stade olympique Ficht, Sotchi, Russie                                     | Allemagne                                | 2 - 1                                    | 3 - 1                                    | Coupe des confédérations 2017            |
| 19                                       | 4 septembre 2017                         | Stade Ahmadou-Ahidjo, Yaoundé, Cameroun                                   | Nigeria                                  | 1 - 1                                    | 1 - 1                                    | Éliminatoires de la Coupe du monde 2018  |
| 20                                       | 25 mars 2018                             | Jaber Al-Ahmad International Stadium, Koweït, Koweït                      | Koweït                                   | 0 - 1                                    | 1 - 3                                    | Match amical                             |
| 21                                       | 12 novembre 2020                         | Stade de la Réunification, Douala, Cameroun                               | Mozambique                               | 1 - 0                                    | 4 - 1                                    | Éliminatoires de la CAN 2021             |
| 22                                       | 12 novembre 2020                         | Stade de la Réunification, Douala, Cameroun                               | Mozambique                               | 2 - 0                                    | 4 - 1                                    | Éliminatoires de la CAN 2021             |
| 23                                       | 16 novembre 2020                         | Stade national de Maputo, Maputo, Mozambique                              | Mozambique                               | 0 - 1                                    | 0 - 2                                    | Éliminatoires de la CAN 2021             |
| 24                                       | 3 septembre 2021                         | Stade de football d'Olembe, Yaoundé, Cameroun                             | Malawi                                   | 1 - 0                                    | 2 - 0                                    | Éliminatoires de la Coupe du monde 2022  |
| 25                                       | 13 novembre 2021                         | Orlando Stadium, Soweto, Afrique du Sud                                   | Malawi                                   | 0 - 1                                    | 0 - 4                                    | Éliminatoires de la Coupe du monde 2022  |
| 26                                       | 9 janvier 2022                           | Stade de football d'Olembe, Yaoundé, Cameroun                             | Burkina Faso                             | 1 - 1                                    | 2 - 1                                    | CAN 2021                                 |
| 27                                       | 9 janvier 2022                           | Stade de football d'Olembe, Yaoundé, Cameroun                             | Burkina Faso                             | 2 - 1                                    | 2 - 1                                    | CAN 2021                                 |
| 28                                       | 13 janvier 2022                          | Stade de football d'Olembe, Yaoundé, Cameroun                             | Éthiopie                                 | 2 - 1                                    | 4 - 1                                    | CAN 2021                                 |
| 29                                       | 13 janvier 2022                          | Stade de football d'Olembe, Yaoundé, Cameroun                             | Éthiopie                                 | 3 - 1                                    | 4 - 1                                    | CAN 2021                                 |
| 30                                       | 17 janvier 2022                          | Stade de football d'Olembe, Yaoundé, Cameroun                             | Cap-Vert                                 | 0 - 1                                    | 1 - 1                                    | CAN 2021                                 |
| 31                                       | 24 janvier 2022                          | Stade de football d'Olembe, Yaoundé, Cameroun                             | Comores                                  | 2 - 0                                    | 2 - 1                                    | CAN 2021                                 |
| 32                                       | 5 février 2022                           | Stade Ahmadou-Ahidjo, Yaoundé, Cameroun                                   | Burkina Faso                             | 3 - 2                                    | 3 - 3 (3-5)                              | CAN 2021                                 |
| 33                                       | 5 février 2022                           | Stade Ahmadou-Ahidjo, Yaoundé, Cameroun                                   | Burkina Faso                             | 3 - 3                                    | 3 - 3 (3-5)                              | CAN 2021                                 |
| 34                                       | 28 novembre 2022                         | Stade Al-Janoub, Al Wakrah, Qatar                                         | Serbie                                   | 2 - 3                                    | 3 - 3                                    | Coupe du monde 2022                      |
| 35                                       | 2 décembre 2022                          | Stade de Lusail, Lusail, Qatar                                            | Brésil                                   | 1 - 0                                    | 1 - 0                                    | Coupe du monde 2022                      |
| 36                                       | 28 mars 2023                             | Dobsonville Stadium, Johannesbourg, Afrique du Sud                        | Namibie                                  | 2 - 1                                    | 2 - 1                                    | Éliminatoires de la CAN 2023             |
| 37                                       | 12 septembre 2023                        | Stade Roumdé Adjia, Garoua, Cameroun                                      | Burundi                                  | 3 - 0                                    | 3 - 0                                    | Éliminatoires de la CAN 2023             |
| 38                                       | 8 juin 2024                              | Stade Ahmadou-Ahidjo, Yaoundé, Cameroun                                   | Cap-Vert                                 | 2 - 0                                    | 4 - 1                                    | Éliminatoires de la Coupe du monde 2026  |
| 39                                       | 8 juin 2024                              | Stade Ahmadou-Ahidjo, Yaoundé, Cameroun                                   | Cap-Vert                                 | 3 - 1                                    | 4 - 1                                    | Éliminatoires de la Coupe du monde 2026  |
| 40                                       | 7 septembre 2024                         | Stade Roumdé Adjia, Garoua, Cameroun                                      | Namibie                                  | 1 - 0                                    | 1 - 0                                    | Éliminatoires de la CAN 2025             |
| 41                                       | 11 octobre 2024                          | Complexe multisports de Japoma, Douala, Cameroun                          | Kenya                                    | 1 - 0                                    | 4 - 1                                    | Éliminatoires de la CAN 2025             |
| 42                                       | 19 novembre 2024                         | Stade Ahmadou-Ahidjo, Yaoundé, Cameroun                                   | Zimbabwe                                 | 1 - 0                                    | 2 - 1                                    | Éliminatoires de la CAN 2025             |
| 43                                       | 25 mars 2025                             | Stade Ahmadou-Ahidjo, Yaoundé, Cameroun                                   | Libye                                    | 1 - 0                                    | 3 - 1                                    | Éliminatoires de la Coupe du monde 2026  |
| 44                                       | 25 mars 2025                             | Stade Ahmadou-Ahidjo, Yaoundé, Cameroun                                   | Libye                                    | 3 - 0                                    | 3 - 1                                    | Éliminatoires de la Coupe du monde 2026  |
| 45                                       | 9 juin 2025                              | Stade de Marrakech, Marrakech, Maroc                                      | Guinée équatoriale                       | 0 - 1                                    | 1 - 1                                    | Match amical                             |

## Palmarès

### En sélection nationale
- Cameroun
  - Vainqueur de la Coupe d'Afrique des Nations 2017

### En club
- Cotonsport Garoua
  - Champion du Cameroun en 2010

- Beşiktaş JK
  - Champion de Turquie en 2017 et 2021
  - Vainqueur de la Coupe de Turquie en 2021 et 2024.
  - Vainqueur de la Supercoupe de Turquie 2024.

- FC Porto
  - Champion du Portugal en 2018 et 2020
  - Vainqueur de la Coupe du Portugal en 2020
  - Vainqueur de la Supercoupe du Portugal en 2018

### Distinctions personnelles
- Meilleur buteur du championnat camerounais en 2010 (20 buts)
- Meilleur buteur de la Coupe d'Afrique des nations en 2022 (8 buts)
- Membre de l'équipe-type de la Coupe d'Afrique des Nations en 2022